# SWV
SWV（エスダブリュヴイ、Sisters with Voices、シスターズ・ウィズ・ヴォイセス）はアメリカ・ニューヨーク出身の女性3人組R&Bグループ。1990年に結成された、90年代を代表する女性ヴォーカル・グループで、「ウィーク」、「ライト・ヒア/ヒューマン・ネイチャー」、「アイム・ソー・イントゥ・ユー」、「ユーアー・ザ・ワン」などヒット曲がある。1998年、ソロプロジェクトに専念するためとして一時解散したが、2005年に再結成した。米ウェブサイト "Rock on the Net" が選ぶ "Top 500 Pop Artists of the Past 25 Years（過去25年のトップ500アーティスト）"では100位にランクされている。

## キャリア

### デビュー
SWV（エスダブリュヴイ = Sisters With Voices の頭文字）は、シェリル・ギャンブル（Cheryl Gamble、ココ）、タマラ・ジョンソン（Tamara Johnson、タージ）、リアン・ライオンズ（Leanne Lyons、リリー）の3人によって結成された。3人は5曲入りのデモテープを作成していくつかのレコード会社に送り、1992年にRCAレコードと契約、デモテープを聴いたガイのテディ・ライリーがプロデューサーをつとめるアルバムが制作されることになった。

### 1992年 - 1995年：『イッツ・アバウト・タイム』、『エニシング+リミクシーズ』
1992年10月27日にRCAレコードから発売されたデビューアルバム『イッツ・アバウト・タイム（It's about time）』は300万枚以上のセールスを記録し、RIAAからトリプル・プラチナに認定された。ファーストシングル「ライト・ヒア」は1992年秋にリリースされ、R&Bチャートで16位になった。セカンドシングル「アイム・ソー・イントゥ・ユー」はR&Bチャートで2位、ビルボード・ホット100では6位であった。サードシングル「ウィーク」は、R&B、ホット100両チャートで1位を獲得、フォースシングルでリミックスとしては初のシングルとなる「ライトヒア/ヒューマン・ネイチャー」は、マイケル・ジャクソンのヒット曲「ヒューマン・ネイチャー」をサンプリングした曲で、R&Bチャートで1位、ホット100では2位となった。その後「ダウンタウン」（2位）、「オールウェイズ・オン・マイ・マインド」（8位）などがR&Bチャート・トップ10入りしている。アルバム『イッツ・アバウト・タイム』自体はUSビルボード200で最高8位であった。
デビューアルバムの成功をうけ、SWVは1994年の映画『Above the Rim（邦題：ビート・オブ・ダンク）』のサントラにも参加、同アルバムからのシングル「エニシング」はR&Bトップテン入りを果たし、1994年春のホット100でも18位となった。この「エニシング」を含む同年のミニアルバム『エニシング+リミクシーズ（The Remixes）』は1994年末までに50万枚以上のセールスを記録しゴールドディスクに認定された。1995年夏、3人はテディ・ライリーの新たなグループ・ブラックストリートの「トゥナイト・イズ・ザ・ナイト」に客演し、同曲はR&Bチャートトップ40入りしている。

### 1996年 - 1997年：『ニュー・ビギニング』、『リリース・サム・テンション』、『スペシャル・クリスマス』
1996年のセカンドアルバム『ニュー・ビギニング』からのファーストシングル「ユー・アー・ザ・ワン」は、SWVの代表曲のひとつで、ビルボード・ホット100で最高5位、R&Bチャートでは1位となった。セカンドシングル「ユーズ・ユア・ハート」は、音楽プロデュースグループザ・ネプチューンズのデビュー曲でもあり、ホット100で22位、R&Bチャートで6位であった。同アルバムからの最後のシングルカット「イッツ・オール・アバウト・ユー」ではココではなくタージがリードボーカルをつとめた。アルバムは米国だけで100万枚以上のセールスを売上げプラチナディスクとなった。また1995年にリリースされた同名映画のサントラ『ため息つかせて：オリジナルサウンドトラック（Waiting to Exhale: Original Soundtrack Album）』には「オール・ナイト・ロング」が収録されている。
サードアルバム『リリース・サム・テンション』は翌1997年に発売され、ゲストにE-40、P・ディディ、ミッシー・エリオット、フォクシー・ブラウン、リル・シーズ、リル・キム、スヌープ・ドッグ、レッドマンらが参加している。このアルバムからはジャコ・パストリアスの名曲「ポートレイト・オブ・トレイシー（Portrait of Tracy）」をサンプリングした「レイン」の他、「サムワン」、「キャン・ウィー」（ジェイミー・フォックス主演映画『Booty Call（邦題：ダブル・デート）』のサウンドトラックに収録されていた）がシングルカットされた。「サムワン」は、ノトーリアス・B.I.G.の「Ten Crack Commandment's」とレス・マッキャンの「Valantra」をサンプリングし、大物プロデューサー・パフ・ダディのプロデュースした曲だったがビルボード・チャートでは19位止まりだった。「ホエン・ユー・クライ」はタイロン・デイビスの「In the Mood」をサンプリングした曲である。アルバム『リリース・サム・テンション』は米国だけで50万枚以上のセールスを記録しゴールドディスクとなった。同年11月にはカバー曲だけでなくオリジナル曲も収録されたクリスマス・アルバム『スペシャル・クリスマス』をリリースした。同アルバムは1998年解散前の最後のアルバムであり、リードヴォーカルのココは1999年にシングルアルバムを発表している。

### 1998年 - 2007年：解散と再結成
SWVは1998年に一度解散し、各メンバーは個々の道を歩むことになる。SWV解散後、ココはRCAからソロアルバム『ホット・ココ（Hot Coko）』を1999年8月にリリースし、息子ジャズ（Jazz）に捧げたファーストシングル「サンシャイン」は99年夏のR&Bチャートトップ40位入りしている。だがアルバムもシングルもSWVで成し遂げたような成功を収めるにはいたらなかった。2001年はじめ、ココはソロとしてのセカンドアルバム『ミュージック・ドール』の作成に取り掛かっていたが、RCAがブラック・ミュージック部門を閉鎖したため同アルバムはお蔵入りとなった。それからのココは家族に目を向けるようになり、やがてイスラエル・アンド・ニューブリードのドラマー、マイク・"ビッグ・マイク"・クレモンズと結婚した。このビッグ・マイクはココの2人目の息子ジェイロンの父親でもある。2001年、ココとココの母親クライド・"Lady Tibba"・ギャンブル（Clyde "Lady Tibba" Gamble）の歌ったエリック・クラプトンの「ティアーズ・イン・ヘヴン」のリメイク曲がアルバム『Rhythm and Spirit: "Love Can Build a Bridge"』に収録された。このアルバムにはジェニファー・ホリディ、パティ・ラベル、トラメイン・ホーキンズらが参加している。ココは、2002年にはブレント・ジョーンズ＆T.P.モブのシングル曲「midnite」にも参加しており、2003年ユースフル・プライズのゴスペルアルバム『Thank you for the Change』の「Up There」リードボーカルを歌った。
ココのゴスペルアルバム『グレイトフル』は米国で2006年10月31日にリリースされ、ビルボード・トップインデペンデントアルバムチャートで5位につけた。このアルバムにはクラーク・シスターズの「エンドウ・ミー」をフェイス・エヴァンス、ファンテイジア、リル・モーと共に歌った曲も収録されている。フェイス・エヴァンス抜きの別バージョン「エンドウ・ミー」はブラック・エンターテインメント・テレビジョンの『Celebration of Gospel '07'』という番組で披露された。ウォールマートでのみ発売された『グレイトフル』のスペシャルバージョンには「アイ・ウィッシュ」とココがリードボーカルをつとめるブレント・ジョーンズの「ミッドナイト」の2曲のボーナストラックが収録されている。またココはシェリー・シェパード、スター・ジョーンズ、ヴァネッサ・ウィリアムスらと共に舞台『ヴァギナ・モノローグス』にも出演した。2008年、ビルボード・ライブ・ツアーで来日したココは、ソロのヒット曲「サンシャイン」、「クラップ・ユア・ハンズ」の他、SWVの曲「ライト・ヒア/ヒューマン・ネイチャー」などを披露した。

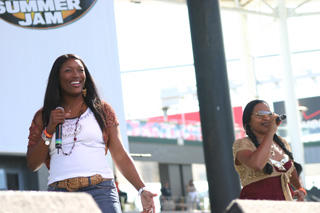
2005年夏、再結成ツアーでのタージ（左）とリリー

SWVが1997年に解散した後、タージはフォード・モデル・エージェンシーと2年間の契約を結んだ。この契約が終わったころ、1994年にショッピングモールで出会ったNFLテネシー・タイタンズの選手（当時）エディ・ジョージと交際をはじめた。タージは2000年に刊行された文集『Souls of My Sisters: Black Women Break Their Silence, Tell Their Stories and Heal Their Spirits』に寄稿、2002年にはナッシュビルのベルモント大学に入学し、2004年5月ビジネス管理の学士号を取得した。翌月、タージはエディ・ジョージと結婚しニュージャージー州ロックリーで式を挙げた。2005年には息子エリック・マイケル（Eric Michael）が生まれたが、困難な妊娠だったようであり、妊娠初めの5ヶ月はベッドに寝た切りであったという。なおエディには前妻との間に息子 Jaire David がいるが、タージは Jaire は「自分の長男」だとしている、またタージはココの長男 Jazz の名付け親でもある。
2007年には友人カトリーナ・チェンバーズと共に書籍『Player hateHER: How to Avoid the Beat Down and Live in a Drama-Free World'』を出版した。同年夫エディと共にTV番組「I Married a Baller」に出演した。この番組は5週間にわたってタージとエディの結婚生活に密着しタージの妊娠太り解消などの内容を9回に分けて放送したもので、SWVメンバーも番組テーマソングを歌うなどして出演した。またエディの非営利活動「Visions with Infinite Possibilities」も番組で取り上げられた。タージは2009年2月に人気TV番組『サバイバー』にも出演している。
2005年、SWVは再結成しニューアルバムを翌年発表する計画であると報じられた。2008年6月24日には、2008年のBETアワードに特別出演しアリシア・キーズと共に「ウィーク」を歌った。2010年2月2日、「ザ・モニーク・ショー」に出演しココとリリーのリードボーカルでパティ・ラベルの「イフ・オンリー・ユー・ニュー（If Only You Knew）」を歌った。

### 2011年 - 現在：『アイ・ミスト・アス（I Missed Us）』
2011年、SWVはMass Appeal EntertainmentおよびE1 Musicとレコーディング契約を交わしたことを発表した。2011年6月10日には、クリス・ブラウンが「ライト・ヒア/ヒューマンネイチャー」をリメイクした曲「シー・エイント・ユー」のリミックスに客演した。2011年12月15日にはシングル「コーサイン（Co-sign）」をiTunesでリリース、2012年4月17日には15年振りのアルバム『アイ・ミスト・アス』がeOne Music および Mass Appeal Entertainment から発売された。

## メンバー
- シェリル・"ココ"・クレモンズ（Cheryl "Coko" Clemons） - 1970年6月13日生まれ。ニューヨーク州ニューヨーク出身
- タマラ・"タージ"・ジョンソン=ジョージ（Tamara "Taj" Johnson-George） - 1971年4月29日生まれ。ニューヨーク州ブルックリン出身
- リアン・"リリー"・ライオンズ（Leanne "Lelee" Lyons） - 1973年7月17日生まれ。ニューヨーク州ニューヨーク出身

## ディスコグラフィー
| - 1992年: 『イッツ・アバウト・タイム』（It's About Time） - 1996年: 『ニュー・ビギニング』（New Beginning） - 1997年: 『リリース・サム・テンション』（Release Some Tension） - 1997年: 『スペシャル・クリスマス』（A Special Christmas） - 2012年: 『アイ・ミスト・アス』（I Missed Us） - 1994年: 『エニシング+リミクシーズ』（The Remixes） |

### コンピレーションアルバム
- 1999年: Greatest Hits (RCA)
- 1999年: Greatest Hits (Simitar)
- 2001年: Best of SWV
- 2003年: Platinum & Gold Collection
- 2004年: The Encore Collection

## ツアー
- Weak （1993年、イギリス）
- SWV World Tour （1996年、アメリカ、欧州、南アフリカ、アジア、ニュージーランド）
- Sistaz Only （1997年）
- Release The Tension （1997年、アメリカ）
- New Jack Swing Tour （2005年、アメリカ、カナダ）
- Billboard Live Tour （2008年6月16日 - 21日、日本）
- Billboard Live Tour （2009年1月12日 - 13日、日本）
- SWV and Faith Evans （2010年12月5日 - 10日、イギリス）

## 受賞歴
| 年   | 結果       | 賞                                         | カテゴリー                                               |
| ---- | ---------- | ------------------------------------------ | -------------------------------------------------------- |
| 1993 | ノミネート | アメリカン・ミュージック・アワード         | Favorite New Artist - Pop/Rock                           |
| 1993 | ノミネート | アメリカン・ミュージック・アワード         | Favorite Band, Duo or Group - Soul/Rhythm & Blues        |
| 1993 | ノミネート | アメリカン・ミュージック・アワード         | Favorite Album - Soul/Rhythm & Blues for It's About Time |
| 1993 | ノミネート | アメリカン・ミュージック・アワード         | Favorite New Artist - Soul / Rhythm & Blues              |
| 1993 | 受賞       | キッズ・チョイス・アワード                 | Female Group Of The Decade                               |
| 1993 | 受賞       | ビルボード・ミュージック・アワード         | Top Hot 100 Singles Artists - Duos/Group                 |
| 1993 | 受賞       | ビルボード・ミュージック・アワード         | Top R&B Artists - Duos/Group                             |
| 1993 | 受賞       | ビルボード・ミュージック・アワード         | Top R&B Singles Artists - Duos/Group                     |
| 1993 | 受賞       | ビルボード・ミュージック・アワード         | Top Pop Artists - Duo/Group                              |
| 1993 | 受賞       | ビルボード・ミュージック・アワード         | Top New Pop Artist                                       |
| 1993 | 受賞       | ビルボード・ミュージック・アワード         | Top Hot 100 Singles Artist                               |
| 1993 | 受賞       | ビルボード・ミュージック・アワード         | Top Hot 100 Airplay Track for "Weak"                     |
| 1993 | 受賞       | ビルボード・ミュージック・アワード         | Top R&B Artist                                           |
| 1993 | ノミネート | ビルボード・ミュージック・アワード         | Top New R&B Artist                                       |
| 1993 | ノミネート | ビルボード・ミュージック・アワード         | Top R&B Album Artists - Duos/Group                       |
| 1993 | ノミネート | ビルボード・ミュージック・アワード         | Top R&B Singles Artist                                   |
| 1994 | ノミネート | ビルボード・ミュージック・アワード         | Top R&B Singles Artists - Duos/Group                     |
| 1994 | ノミネート | ビルボード・ミュージック・アワード         | Top R&B Artists - Duos/Group                             |
| 1997 | ノミネート | ソウル・トレイン・レディ・フォー・ソウル賞 | Best R&B Soul single by a Group, Band, or Duo            |
| 1997 | ノミネート | ソウル・トレイン・レディ・フォー・ソウル賞 | Best Soul/R&B album by a Group, Band or Duo              |
| 1998 | ノミネート | ソウル・トレイン・レディ・フォー・ソウル賞 | Best Soul/R&B album by a Group, Band or Duo              |
| 1998 | ノミネート | ソウル・トレイン・レディ・フォー・ソウル賞 | Best Soul/R&B single by a Group, Band or Duo             |
| 1994 | ノミネート | グラミー賞                                 | 最優秀新人賞                                             |